# Бялоблоце (Великопольське воєводство)
Бялоблоце (пол. Białobłocie, нім. Hüttenbusch) — село в Польщі, у гміні Ліпка Злотовського повіту Великопольського воєводства.
Населення — 74 особи (2011).
У 1975-1998 роках село належало до Пільського воєводства.

## Демографія
Демографічна структура станом на 31 березня 2011 року:
|          | Загалом | Допрацездатний вік | Працездатний вік | Постпрацездатний вік |
| -------- | ------- | ------------------ | ---------------- | -------------------- |
| Чоловіки | 32      | 6                  | 25               | 1                    |
| Жінки    | 42      | 6                  | 27               | 9                    |
| Разом    | 74      | 12                 | 52               | 10                   |